# Clifford Roberts
Clifford Roberts (né le 6 mars 1894 – décédé le 29 septembre 1977) était un administrateur de golf américain.
Né à Morning Sun, en Iowa, il servit à titre de président du Augusta National Golf Club de 1931 à 1976 et fut nommé Chairman in Memoriam après son décès. Il servit également à titre de président du Tournoi des Maîtres de 1934 à 1976.
Étant un astucieux financier et banquier, Roberts fit sa marque sur Wall Street à titre de partenaire de Reynolds & Company. L'homme d'affaires de New York, en collaboration avec le golfeur légendaire Bobby Jones, formèrent un partenariat avec le concepteur de terrain de golf de renommée Alister MacKenzie pour planifier la construction du Augusta National Golf Club et pour y établir le Tournoi des Maîtres. Durant les premières années, lui et Jones invitaient personnellement les joueurs au tournoi. De plus, son amitié avec le 34e président des États-Unis Dwight Eisenhower forcèrent celui-ci à prendre temporairement sa retraite du Augusta National durant les années 1950.
Roberts se suicida par arme à feu en 1977.